# マドレーヌ・デュポン
マドレーヌ・カンストラップ・デュポン（デンマーク語: Madeleine Kanstrup Dupont、1987年5月26日 - ）は、デンマークのカーリング選手。コペンハーゲン出身。2004年にフランシス・ブロディ賞を受賞した。同じくデンマークのカーリング選手であるデニス・デュポンは姉。

## 経歴
1987年5月26日に、コペンハーゲン西郊外のグロストルプで生まれた。父親は1980年、1981年の2度世界ジュニアカーリング選手権にデンマーク代表として出場したキム・デュポンである。1998年、長野オリンピックの女子カーリング競技でデンマーク代表チームが2位となったことに触発され、両親が所属していたヴィズオウア・カーリングクラブでカーリングを始めた。
初めて国際的なカーリングの舞台に登場したのは2002年にスイス・グリンデルヴァルトで開催されたヨーロッパカーリング選手権大会である。この大会では、ドロテ・ホルム率いるデンマーク代表チームのリザーブとして出場し2位を獲得した。2004年にはデンマーク・トーンビューで開催された世界ジュニアBカーリング選手権にスキップとして出場し優勝したが、このときの代表コーチは父のキム・デュポンである。同年6月にはスウェーデン・イェヴレで開催された世界女子カーリング選手権大会で、12月にはブルガリア・ソフィアで開催されたヨーロッパカーリング選手権大会で、ともにスキップとしてデンマーク代表を率いた。ジュニアBでの活躍もあり、この年のフランシス・ブロディ賞（スポーツマンシップに則り、公正かつ誠実なプレーを発揮した女性選手に贈られるカーリングの国際的な賞）を受賞した。なお、イェヴレの世界女子カーリング選手権大会は、マドレーヌ・デュポン自身が最も印象に残っている試合としてあげている。
2007年には、まず3月にアメリカ合衆国・エヴェレスで開催されたジュニア選手権にスキップとして出場し3位を獲得した。次いで6月に青森市で開催された世界女子選手権で、アンジェリーナ・イェンセン率いるデンマーク代表チームのフォースとして出場し2位を獲得した。2009年の世界選手権大会でも、イェンセンとともにデンマークを3位に導くなど活躍し、2010年のバンクーバーオリンピック女子カーリング競技への出場権を獲得した。
その後も、世界選手権大会を中心にデンマーク代表チームとして活躍し、2018年に2大会ぶりとなるオリンピック女子カーリング競技出場を果たした。2021年、カナダ・カルガリーで開催された世界選手権大会では、スキップとしてデンマーク代表チームを率いて出場した。この大会3日目に行われたスイス戦では、第7エンドにおいて男女の世界選手権通じて初となるエイト・エンダーがスイスによって達成され、13対4の得点差で敗れている。2022年、自身3度目となるオリンピック出場を果たしたが、開会式では男子アイスホッケー代表選手のフランス・ニールセンとともに旗手を務めた。

## その他
2010年、カーリング競技の普及を目的としたカレンダー「Fire on Ice」に、デュポンが胸を露出した写真が掲載され、物議を醸した。バンクーバーオリンピックの直前ということもあり、「カーリング女子は『石を投げてほうきで掃く』だけでは満足できない」などと批判が相次いだ。オリンピック後にも、デンマーク女子カーリングチームのミカエル・アンデルセン監督から苦言が呈されるなど一定の盛り上がりをみせたが、マドレーヌ・デュポン自身はヌード写真が掲載されたことに関して後悔しておらず、一連の報道がデンマーク代表チームの士気を下げたとの指摘も否定している。

## 家族
- 父：キム・デュポン - 世界ジュニアカーリング選手権出場（1980年、1981年）[3]
- 姉：デニス・デュポン（英語版） - オリンピック出場（2006年、2010年、2018年）[3]
- 弟：オリヴァー・デュポン（英語版） - 2016年世界男子カーリング選手権大会銀メダリスト[13]。